# 21662 Беніньї
21662 Беніньї (21662 Benigni) — астероїд головного поясу.
Тіссеранів параметр щодо Юпітера — 3,388.